# Royal Rumble (1991)
Royal Rumble 1991 est le quatrième Royal Rumble de l'histoire de la World Wrestling Entertainment. Il s'est déroulé le 19 janvier 1991 au Miami Arena de Miami en Floride. C'est le premier Royal Rumble comprenant un match pour le WWE Championship.
Le poster promotionnel de cette édition servait d'inspiration pour celle de 2001 qui comprenait les meilleurs superstars de la WWE dans un format similaire. Le Royal Rumble 1992 a un poster similaire dans un style de dessin différent. 
Le WWE Magazine annonçait Ric Flair, Hulk Hogan et The Honky Tonk Man comme participants au Royal Rumble.Flair et Hogan n'étaient plus à la WWE au moment du Royal Rumble match. André était lui mis de côté pour des soucis de santé. Ils étaient remplacés par Tito Santana, Shane Douglas et Greg Valentine.

## Résultats
| #                                                          | Résultats | Stipulations                          | Commentaires | Durée   |
| ---------------------------------------------------------- | --- | ------------------------------------- | --- | ------- |
| Dark match                                                 | Jerry Sags bat Sam Houston                                                                                     | Match simple                          | - Sags a effectué le tombé sur Houston. | 5:25    |
| 1                                                          | The Rockers (Marty Jannetty et Shawn Michaels) battent The Orient Express (Pat Tanaka et Kato) (avec Mr. Fuji) | Tag team match                        | - Jannetty a effectué le tombé sur Tanaka avec un roll-up. | 19:15   |
| 2                                                          | The Big Boss Man bat The Barbarian (avec Bobby Heenan)                                                         | Match simple                          | - Big Boss Man a effectué le tombé sur Barbarian. | 14:15   |
| 3                                                          | Sgt. Slaughter (avec General Adnan) bat The Ultimate Warrior (c)                                               | Match simple pour le WWF Championship | - Slaughter a effectué le tombé sur Warrior à la suite d'un elbow drop après que Randy Savage frappait Warrior avec son sceptre. | 12:47   |
| 4                                                          | The Mountie bat Koko B. Ware                                                                                   | Match simple                          | - The Mountie a effectué le tombé sur Koko B. Ware. - C'était le début du Mountie après des mois de promos. | 9:12    |
| 5                                                          | Ted DiBiase et Virgil battent Dusty Rhodes et Dustin Rhodes                                                    | Tag team match                        | - DiBiase a effectué le tombé sur Dusty avec un roll-up. - Après le match, DiBiase demandait à Virgil de mettre sa ceinture de Million Dollar Champion autour de sa taille. Virgil se retournait contre DiBiase et le frappait avec la ceinture. | 9:57    |
| 6                                                          | Hulk Hogan a remporté le Royal Rumble 1991                                                                     | Royal Rumble match                    | - Les deux derniers participants étaient Hulk Hogan et Earthquake. Hogan a infligé à Earthquake un bodyslam et une clothesline pour l'éliminer et remporter son deuxième Royal Rumble.                                                           | 1:05:17 |
| (c) désigne le champion défendant son titre dans le match. | |                                       | |         |

## Entrées et éliminations du Royal Rumble
Un nouvel entrant arrivait approximativement toutes les 2 minutes.
| #Entrée | Entrant           | #Élimination | Éliminé par                | Temps |
| ------- | ----------------- | ------------ | -------------------------- | ----- |
| 1       | Bret Hart         | 4            | The Undertaker             | 20:33 |
| 2       | Dino Bravo        | 1            | Greg Valentine             | 3:06  |
| 3       | Greg Valentine    | 14           | Hulk Hogan                 | 44:03 |
| 4       | Paul Roma         | 3            | Jake Roberts               | 14:05 |
| 5       | The Texas Tornado | 7            | The Undertaker             | 24:17 |
| 6       | Rick Martel       | 25           | Davey Boy Smith            | 52:17 |
| 7       | Saba Simba        | 2            | Rick Martel                | 2:27  |
| 8       | Bushwhacker Butch | 5            | The Undertaker             | 10:07 |
| 9       | Jake Roberts      | 6            | Rick Martel                | 12:58 |
| 10      | Hercules          | 17           | Brian Knobbs               | 37:36 |
| 11      | Tito Santana      | 15           | Earthquake                 | 30:23 |
| 12      | The Undertaker    | 9            | Hawk et Animal             | 14:16 |
| 13      | Jimmy Snuka       | 8            | Hawk                       | 8:06  |
| 14      | Davey Boy Smith   | 26           | Earthquake et Brian Knobbs | 36:43 |
| 15      | Smash             | 13           | Hulk Hogan                 | 18:22 |
| 16      | Hawk              | 10           | Hercules et Rick Martel    | 6:37  |
| 17      | Shane Douglas     | 20           | Brian Knobbs               | 26:23 |
| 18      | Randy Savage      | -            | Absent                     | 0:00  |
| 19      | Animal            | 11           | Earthquake                 | 6:39  |
| 20      | Crush             | 18           | Hulk Hogan                 | 18:34 |
| 21      | Jim Duggan        | 12           | Mr. Perfect                | 4:44  |
| 22      | Earthquake        | 28           | Hulk Hogan                 | 24:42 |
| 23      | Mr. Perfect       | 22           | Davey Boy Smith            | 16:14 |
| 24      | Hulk Hogan        | -            | Vainqueur                  | 19:55 |
| 25      | Haku              | 24           | Davey Boy Smith            | 13:24 |
| 26      | Jim Neidhart      | 23           | Rick Martel                | 11:11 |
| 27      | Bushwhacker Luke  | 16           | Earthquake                 | 0:04  |
| 28      | Brian Knobbs      | 27           | Hulk Hogan                 | 10:07 |
| 29      | The Warlord       | 19           | Hulk Hogan                 | 1:35  |
| 30      | Tugboat           | 21           | Hulk Hogan                 | 2:32  |

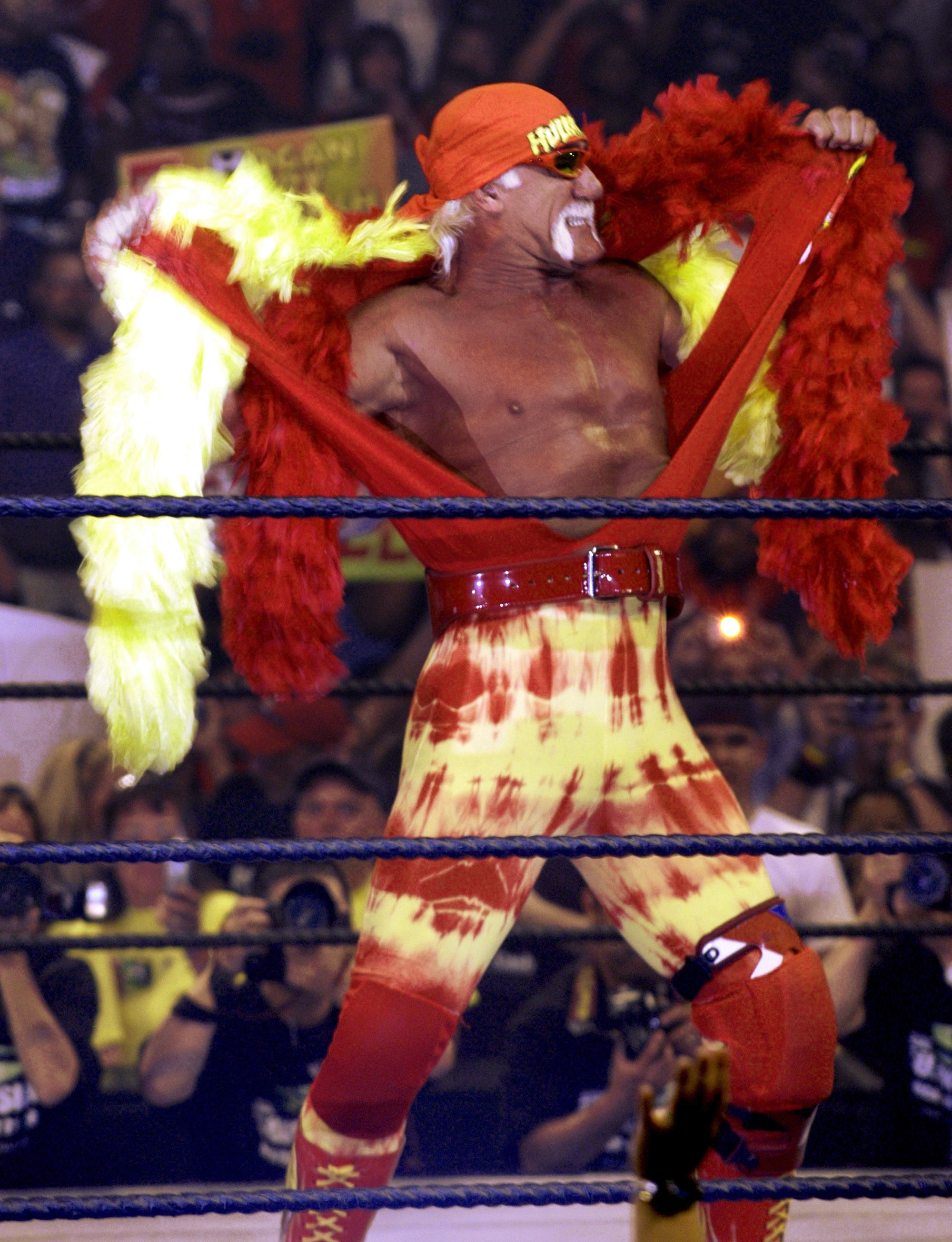
Hulk Hogan, vainqueur du Royal Rumble.

- Hulk Hogan est celui qui a éliminé le plus de catcheurs : 7.
- Rick Martel est celui qui est resté le plus longtemps avec 52 minutes et 17 secondes.
- Bushwhacker Luke est celui qui est resté le moins longtemps avec 4 secondes.
- Hulk Hogan est celui qui a remporté le 4e Royal Rumble. Il l'avait déjà remporté en 1990.